# Lily Yeh

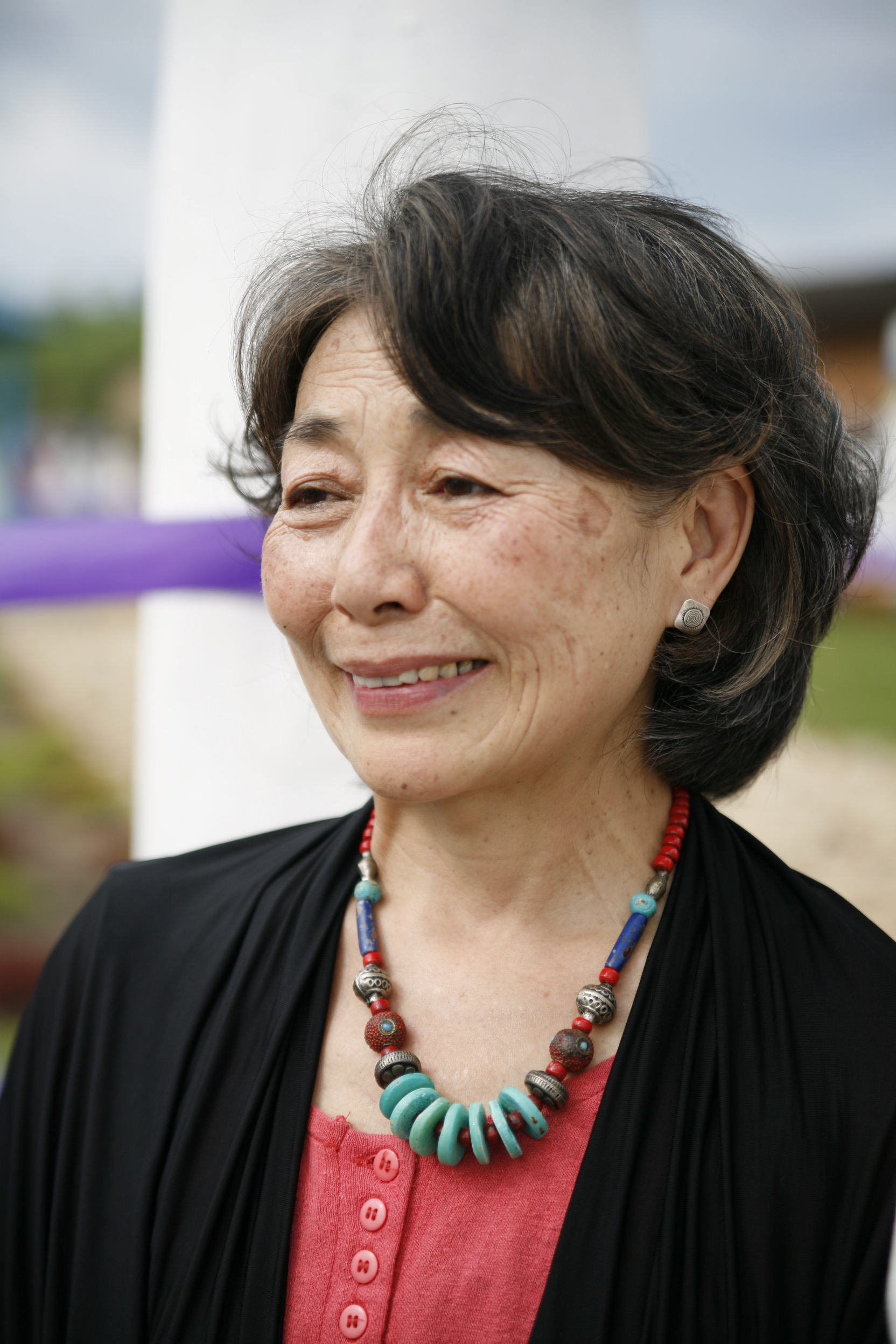
Lily Yeh, fotografiert von ihrem Sohn

Lily Yeh (* 1941 in Guizhou, Republik China) ist eine taiwanesisch-amerikanische Künstlerin und Professorin für Malerei und Kunstgeschichte mit chinesischen Wurzeln. Bekannt wurde sie vor allem durch gemeinsame Projekte mit Künstlern und Bewohnern in sozialen Brennpunkten in vielen Ländern. Sie wurde vielfach ausgezeichnet.

## Erste Jahre
Lily Yeh wuchs in Taiwan auf und studierte zunächst an der Nationaluniversität von Taiwan traditionelle chinesische Malerei. 1963 ging sie in die USA, um sich an der renommierten School of Design der Universität von Pennsylvania weiterzubilden. Von 1968 bis 1998 lehrte sie Malerei und Kunstgeschichte an der Kunstakademie in Philadelphia (University of the Arts (Philadelphia)). Sie heiratete den US-amerikanischen Architekten David S. Traub. Mit ihrem Sohn Daniel, einem Fotografen und Kameramann, arbeitete sie bei einzelnen Projekten zusammen.

## The Village of Arts and Humanities
1989 gehörte Lily Yeh zu den Gründern des Projekts The Village of Arts and Humanities (Das Dorf der Künste und der Menschlichkeit) in North Philadelphia und wurde Geschäftsführerin. Bei dem Projekt geht es vornehmlich darum, die Situation der Menschen in sozialen Brennpunkten zu verbessern. Dazu gehört künstlerische Gestaltung der Umwelt, die Bewahrung einheimischer Kunst und Kultur und praktische Entwicklungshilfe. Begonnen wurde gemeinsam mit Nachbarskindern mit der Umgestaltung eines bis dahin öden Parkgeländes. Bis zum Jahr 2004 war aus dem Einzel-Projekt eine professionelle Organisation mit einem Jahresbudget von 1,3 Millionen US-Dollar geworden. 26 Mitarbeiter, viele Künstler darunter, arbeiteten daran, ganze Stadtviertel in Philadelphia-Nord menschlicher zu gestalten. Dabei kümmerten sie sich um tausende von einkommensschwachen, hauptsächlich afroamerikanischen, Jugendlichen und deren Familien. Sie schufen aus Brachflächen Gärten, veranstalteten Kunst- und Bildungskurse und gründeten ein Jugend-Theater.
1993 begann Lily Yeh, umfangreiche internationale Projekte umzusetzen. Eine kleine Auswahl:

## Kenya – Projekt in Korogocho, Nairobi
Auf Einladung eines örtlichen Kunstzentrums und der Katholischen Kirche St. John arbeitete Yeh in den Jahren 1993/94 schwerpunktmäßig in Korogocho, einem der trostlosesten Slums von Nairobi. Mit Kindern und Erwachsenen der Gemeinde gestaltete sie zunächst einen heruntergekommenen Friedhof am Rande einer Mülldeponie um zu einer bunt bemalten Gartenanlage. Ende der 90er Jahre folgte eine Zusammenarbeit von The Village of Arts and Humanities mit einigen Künstlern aus Korogocho und Nairobi. Es entstand ein zweijähriges Kunstprogramm für rund 200 Straßenkinder in Korogocho. Im Jahr 2004 beteiligte sich Yeh mit Workshops für Hunderte von Jugendlichen an einem HIV/AIDS-Präventionsprogramm in Korogochu und fünf angrenzenden Gemeinden. 2007 wurde die Arbeit gemeinsam mit Sozialarbeitern der St.-Johns-Gemeinde fortgesetzt.

## The Barefoot Artist

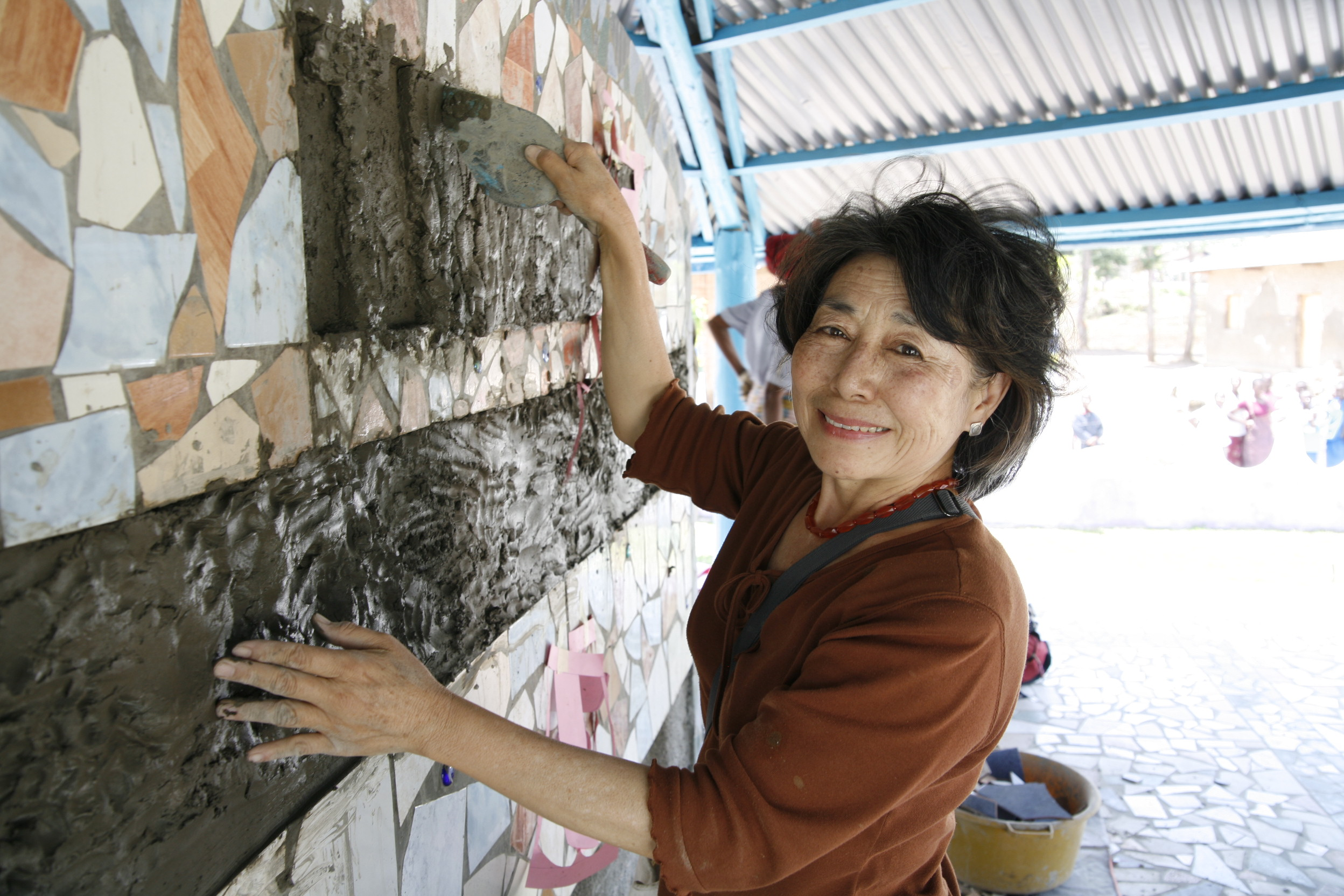
Lily Yeh bei Barefoot Artist

Im Jahr 2003 gründete Lily Yeh die Non-Profit-Organisation Barefoot Artist Inc. (Barfuß-Künstler), verließ 2004 The Village of Arts und Humanities, um weiterhin das gleiche Konzept international umzusetzen. Es entstanden Projekte in zehn Ländern, darunter in China und Taiwan. Einige Beispiele ihrer sozialpolitisch-künstlerischen Werke im Folgenden:

## Eine Brücke über Barrieren Salt Lake City, Utah
Auf Einladung einer Nachbarschafts-Initiative aus Salt Lake City leitete Yeh von 2005 bis 2009 das bis dahin größte öffentliche Gemeinschafts-Kunstprojekt im US-Bundesstaat Utah. Nach ihren Vorschlägen verwandelten 25 örtliche Künstler und rund 1500 Erwachsene und Kinder der Umgebung ein riesiges Viadukt über eine Autobahn mit zehn Fahrspuren in ein fröhlich anzusehendes buntes Bauwerk.

## Ruanda – Das Rugerero Genocide Memorial
Im Rahmen der  Barefoot Artists Inc. arbeitete Lily Yeh in Ruanda, einem der ärmsten Länder Afrikas, mit und für Überlebende von Krieg (1990) und Völkermord (1994). Im Jahr 2004 entwarf sie einen Rugerero Genocide Memorial Monument Park – einen Park in Rugerero mit einem Mahnmal zum Gedenken an den Völkermord. 2005 wurde der Park mit tatkräftiger Unterstützung von mehreren hundert Dorfbewohnern gebaut. Mit Unterstützung befreundeter Organisatoren startete Yeh in der Folge mehrere Programme unter dem Motto: Versöhnung, Bildung und Beschäftigung. Ziel war es, Überlebende der Kriegsereignisse mit finanziellen Mitteln, Werkzeugen und Unterweisung in moderne Techniken auszustatten, um sie zu befähigen, sich und ihre Familien in Zukunft besser versorgen zu können.

## Westjordanland, Flüchtlingscamps

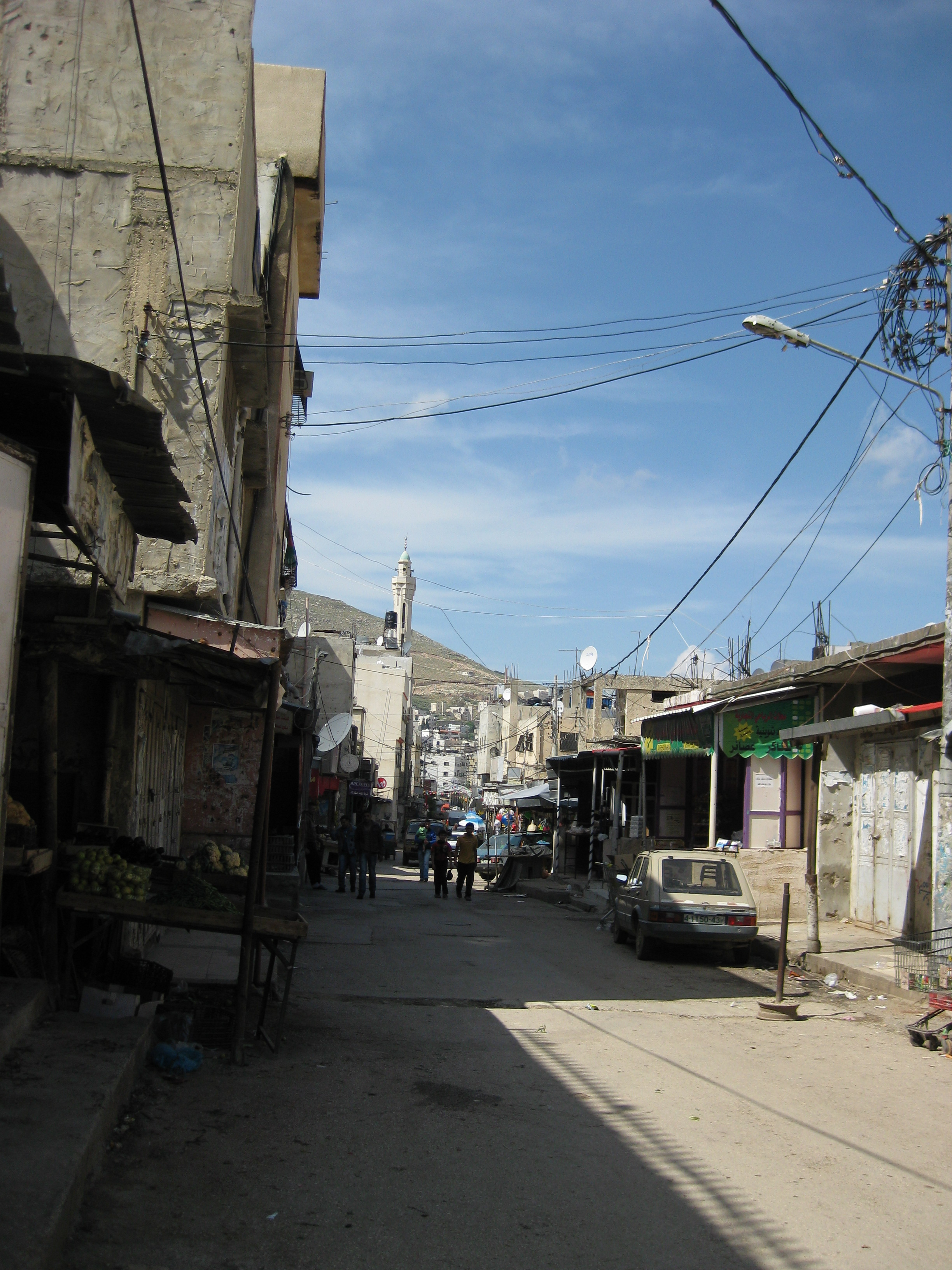
Balata

Ein Kunstprojekt führte Lily Yeh in das größte Flüchtlingslager im Westjordanland, Balata. Dort, angrenzend an Nablus, leben über 100000 Menschen unter schwierigen Umständen. Gemeinsam mit dem Balata Women Center, Schülerinnen der Balata Girls School und weiteren Jugendlichen schuf Yeh einen Palästinensischen Baum des Friedens. In den Jahren 2012 und 2013 kehrte Yeh mit je einem fünfköpfigen internationalen Team zurück, um Wandmalereien in Balata, in Nablus und einem weiteren ausgedehnten Flüchtlingslager im Westjordanland Al Aquaba und zu erstellen.

### Damaskus, Kinder-Kunstprojekt
Während eines Besuchs bei irakischen Flüchtlingen in Jordanien und Syrien initiierte Lily Yeh gemeinsam mit Noor Sheik und Mitgliedern des Roten Halbmondes einen Workshop im Al Tiijari Park in Damaskus. Die Gruppe lud rund zwanzig Kinder und einige ihrer Eltern ein, um sie zum Fotografieren, Zeichnen, Malen und Geschichtenerzählen zu motivieren. Nach den Zeichnungen erschufen die Kinder ein großes, farbenfrohe Gemälde. Yeh fertigte aus Porträtfotos der Kinder, ihren Geschichten und kleinen Kunstwerken ein farbenfrohes Buch. Es wurde 2008 in Peking ausgestellt und schließlich dem Dorf der Künste und der Menschlichkeit nach Philadelphia als Anschauungsmaterial übereignet.

## Haiti, das Lebensbaum-Projekt Cité Soleil

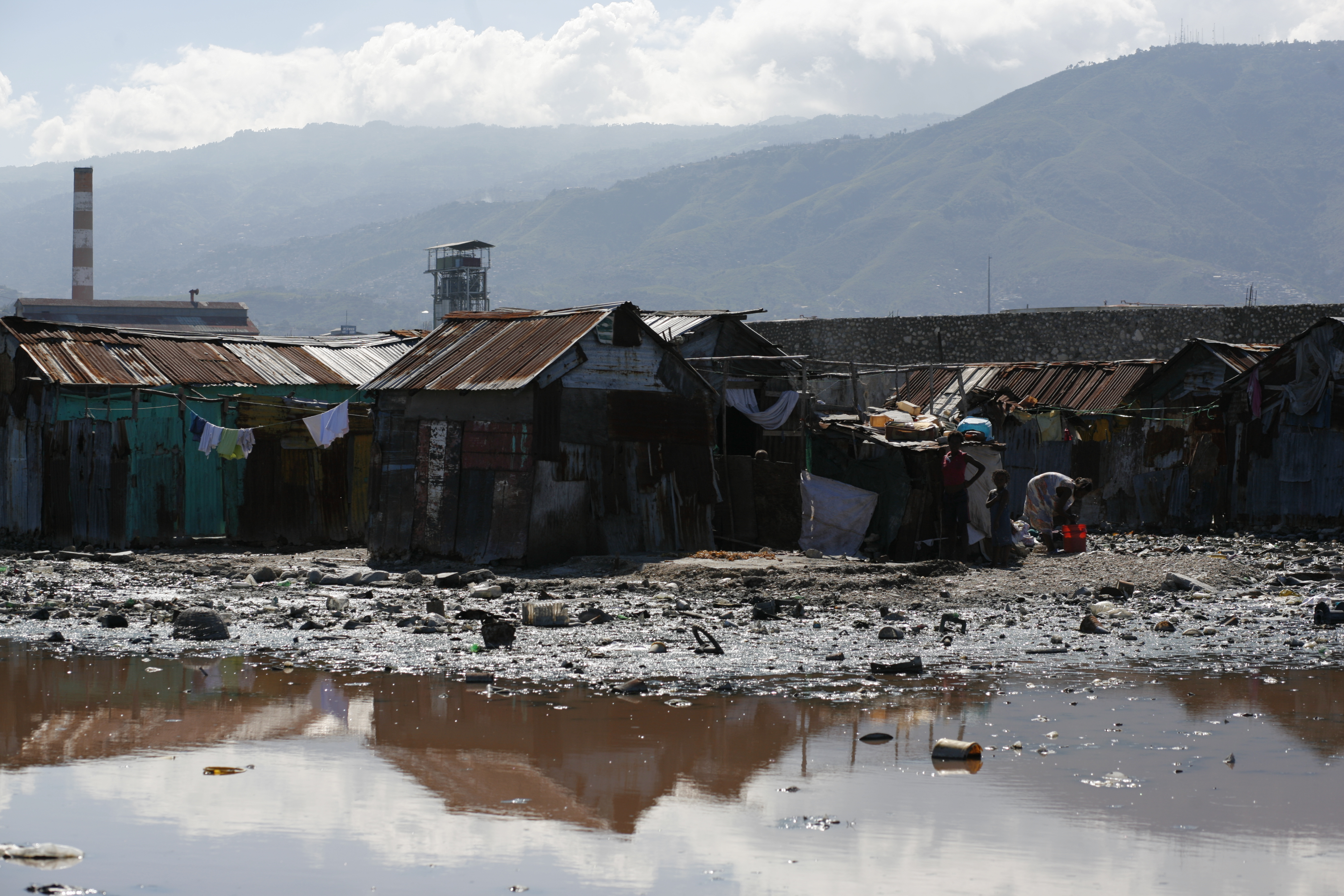
Baracken in Cité Soleil

Im Jahr 2010 organisierte Lily Ye in einem Flüchtlingslager in der Cité Soleil – dem ausgedehntesten Slum am Rande von Port au Prince – künstlerische Projekte. Kinder und behinderte Erwachsene zeichneten Selbstporträts und bemalten Stangen mit bunten Erinnerungen. Gemeinsam verwandelten Yeh und die Bewohner eine zerstörte Mauer zu einem mit dem haitianischen Lebensbaum geschmückten naiven Kunstwerk.

## Görlitz – Sommercamp
Auf Einladung der Görlitzer Künstlergruppe Bohemian Crossings beteiligten sich Künstler von  Barefoot Inc. mit Lily Yeh im Jahr 2016 an einem Sommercamp in der ehemaligen DDR, in Görlitz an der Grenze zu Polen. Neben Treffen von Künstlern aus verschiedenen Ländern ging es darum, das unansehnliche Schlachthofgelände durch künstlerische Gestaltung aufzuwerten. Anwohner halfen dabei, einen Garten mit bunten Skulpturen und Leinwänden zu schaffen, geschmückt mit Bildern, die bei Yehs Arbeit in Taiwan mit dortigen Grundschülern entstanden waren.

## Publikationen
- Barefoot Artists: Healing the World, One Artist at a Time. Designer/builder, A Journal of the Human Environment, Nov./Dec. 2006.
- Awakening Creativity. Dandelion School Blossoms, New Village Press, 2011.[5]

## Film
- The Barefoot Artist. Ein Dokumentarfilm in Spielfilmlänge über Lily Yeh von Glenn Holsten und Daniel Traub, Erstaufführung 2013.[6][7]
- The Legend of Lily Yeh